# Joseph Mertens
Josephus (Joseph) Mertens (Antwerpen, 7 februari 1834 – Brussel, 30 juni 1901) was een Belgisch componist, violist en dirigent.
Hij was zoon van bakker Jean Mertens en Thérèse Marie Elisabeth Lamberechts. Hij was getrouwd met Catherine Josephine Rijssens en Henriette Vitalis.
Hij kreeg zijn opleiding aan de École de Musique d'Anvers van Frans Willem Aarts en Lambert Joseph Meerts. Hij werd na zijn opleiding violist bij de Franse Schouwburg in Antwerpen (1852). In 1859 werd hij vioolleraar aan de genoemde muziekschool. In Antwerpen probeerde hij een orkest op te richten om zijn werk te laten uitvoeren maar slaagde daar niet in. Wel werd hij in seizoen 1878/1879 dirigent van de Vlaamse Opera in Brussel. Hij was ook enige tijd dirigent van de Fransche Opera in Den Haag.
Mertens was jarenlang inspecteur voor de openbare muziekscholen in België en ridder in de Leopoldsorde.

## Composities
- Zijn bekendste werk destijds was De zwarte kapitein op tekst van Rosier Faassen (1877), dat opvoeringen kreeg in Nederland, België (soms in het Frans: Le captiaine noir) en Duitsland (in het Duits; Der schwartze Capitain). Het gaat hier over de Tachtigjarige Oorlog waarbij er sprake is van een kapitein met zwarte helm en in kledij.[1]
- Andere bekende werken waren
  - zijn oratorium Angelus, opera’s
  - zangspelen De vrijer in de strop (1866), De vergissing (1869), Thecla (1874), Liederik de rentmeester (tekst Paul Billiet, 1875).

- Gemeinsame Normdatei: 121720691
- International Standard Name Identifier: 0000 0000 4966 0043
- Library of Congress Control Number: nr2004007201
- MusicBrainz: d96c7ad2-d481-49ad-a4a4-37b134fb2d37
- Virtual International Authority File: 59947237
- WorldCat: E39PBJrgMKphRDxmrPPKBvhj4q